# Стакун, Михаил Иосифович
Михаи́л О́сипович Стаку́н (1893, д. Нидяны, Виленский уезд, Виленская губерния, Российская империя — 27 апреля 1943, Тамбов, Тамбовская область, РСФСР, СССР) — советский государственный и партийный деятель.

## Биография
Родился в 1893 в деревне Нидяны Виленского уезда Виленской губернии Российской империи (ныне деревня в составе Ворнянского сельсовета Островецкого района Гродненской области Беларуси).

### Образование
В 1930—1932 учился на Курсах марксизма-ленинизма при ЦК ВКП(б).

### Трудовая деятельность
- С 1912 года в активной революционной деятельности. Несколько раз подвергался аресту.
- С началом Первой мировой войны мобилизован.
- В 1917 году переходит в РККА.
- В 1918 году переведён на хозяйственную работу.
- С 1924 года — на партийной работе.
- С 1927 по 1929 годы — ответственный секретарь Ставропольского окружного комитета ВКП(б).
- С 1932 по 1934 годы — 1-й секретарь Восточно-Казахстанского областного комитета ВКП(б).
- С 01.1935 по 06.1935 — уполномоченный Народного комиссариата тяжёлой промышленности СССР по Белорусской ССР.
- 06.1935 по 1937 — 1-й секретарь Гомельского городского комитета КП(б) Беларуси, одновременно до 25.10.1937 — член ЦК КП(б) Беларуси.
- С 19.06.1937 по 25.10.1937 — член Бюро ЦК КП(б) Беларуси.
- С 07.07.1937 по 14.11.1937 — председатель ЦИК Белорусской ССР.
- 10.1937 арестован и осуждён.
- В 1943 году умер в тюрьме в Тамбове.